# 카스르 알 아마르

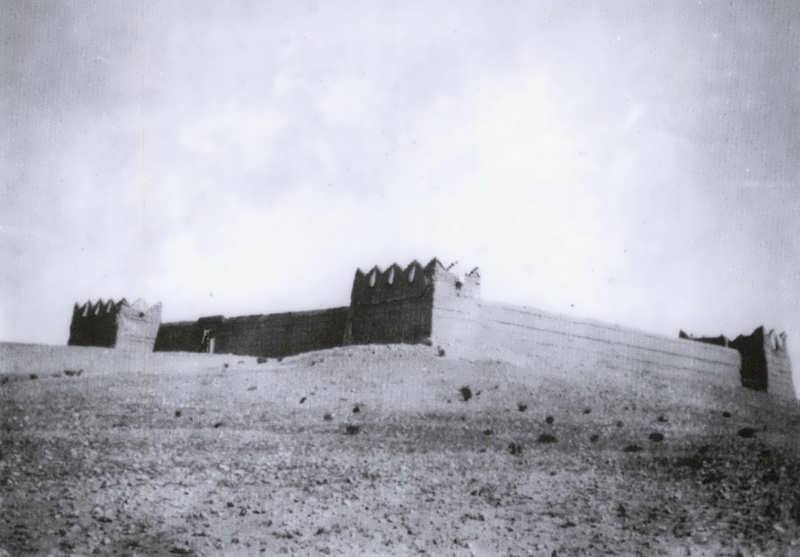

카스르 알 아마르(al-Qaṣr al-ʾAḥmar)는 알자라 쿠웨이트시티에서 서쪽으로 약 32킬로미터 떨어진 역사적 궁전이자 박물관이다. 1920년에 자라성이 위치한 곳이다.

## 우물
중심에 우물이 있으나 물은 소금기가 있으며 식용이 불가능하다. 자라 전쟁 중에 상해를 입은 자에게 우물의 물이 사용되었으며 달게 할 목적으로 대추야자와 섞어서 음용했다.